# Oligoclada sylvia
Oligoclada sylvia – gatunek ważki z rodziny ważkowatych (Libellulidae). Występuje na terenie Ameryki Południowej.